# Villa Baltic

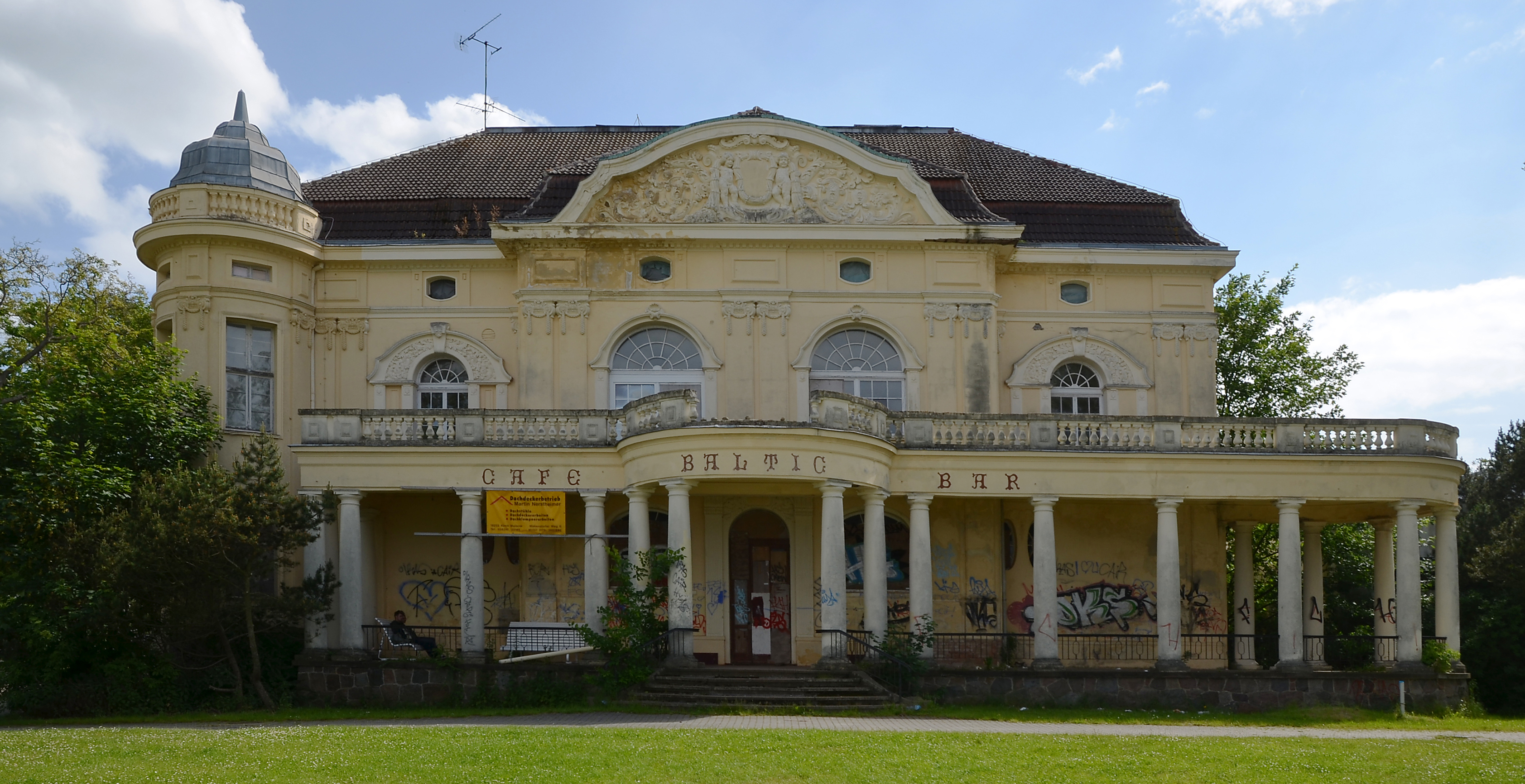
Villa Baltic, 2013

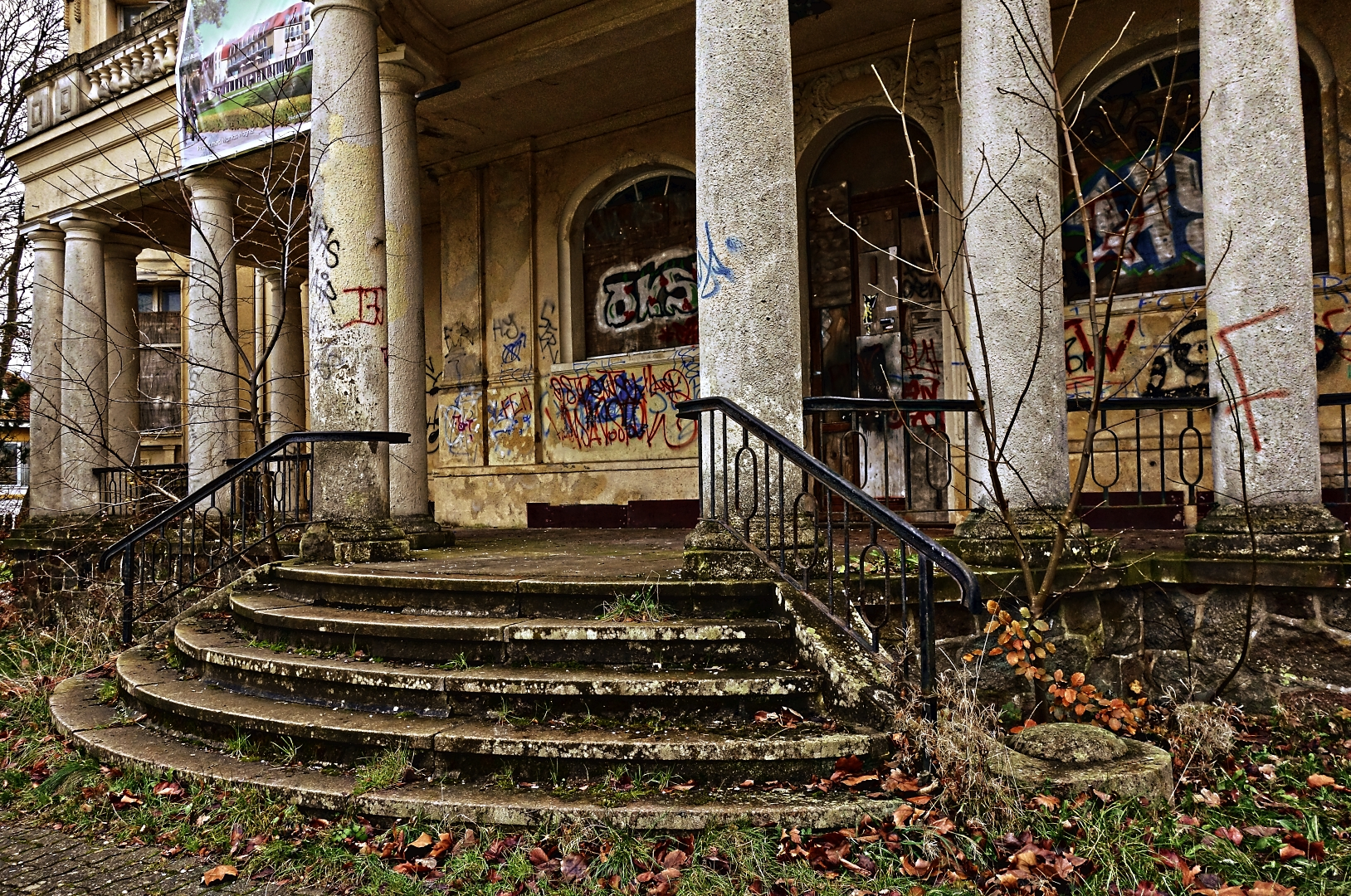
Verfallener Eingangsbereich der Villa Baltic, 2014

Die Villa Baltic in Kühlungsborn (ehemals Arendsee), Ostseeallee 44, Mecklenburg-Vorpommern erbaute der Architekt Alfred Krause in den Jahren 1910 bis 1912 im Neobarock für den Berliner Rechtsanwalt und Notar Justizrat Wilhelm Hausmann (1856–1921) und seine Ehefrau Margarete geb. Frank (1863–1929) für 2,5 Millionen Goldmark.
Margarete Hausmann stiftete die Villa mit dem Park der Berliner Hochschule für die Wissenschaft des Judentums. Als Akademische Gesellschaft Hausmann-Stiftung Arendsee eröffnete am 28. Juni 1931 Rabbiner Leo Baeck die Villa Hausmann und den Park als Erholungsheim, Tagungsort und Treffpunkt für jüdische Akademiker, ihre Angehörigen und Witwen. Im Eröffnungsjahr hatte das Haus bereits 104 Gäste. Geführt wurde das Haus durch Frau Dr. Herta Marcuse.
Am 7. Juli 1935 schrieb der Niederdeutsche Beobachter: „Arendsee wird judenrein.“ Tage später wurden die Fensterscheiben des Hauses zertrümmert. Zum Ende des Jahres 1935 gab es keine Gäste mehr. Das Anwesen wurde enteignet und 1938 der Goebbels-Stiftung für Bühnenschaffende an der Reichstheaterkammer übergeben. Das Haus verfügte noch über eine umfangreiche Hausbibliothek.
Der Verantwortliche des Hauses fragte seine vorgesetzte Behörde am 24. November 1938 schriftlich:
„Auf dem Boden in der alten Bettenkammer haben wir ungefähr anderthalb Zentner richtiggehende Judenschwarten liegen, sollen die noch aufbewahrt werden oder der Schule zur Altwarenverwertung übergeben? Auch alte Bilderrahmen mit den Photos von den Gaunern, die dieses Schloss erbaut, kurzum alle solche Sachen, die in unsere Weltgeschichte nicht mehr passen.“
Eine handschriftliche Bemerkung auf diesem Brief mit dem Wortlaut „Rahmen aufbewahren, Photos vernichten“ ist ebenfalls überliefert. Bei einer Kuratoriumssitzung der Goebbels-Stiftung im Mai 1940 brüstete sich der Geschäftsführer damit, er habe das Objekt Kühlungsborn für 20.000 RM erworben, obwohl es 1.500.000 RM wert sei.
1945 diente die Villa als sowjetisches Lazarett. Danach wurde sie zunächst der Jüdischen Landesgemeinde Mecklenburg zugesprochen. 1949 wurde sie Eigentum der Union der Sozialistischen Sowjet-Republiken. Während der Zeit der DDR wurde das Haus zum „Kurt-Bürger-Erholungsheim“ des FDGB und für Werktätige. 1972 wurde neben dem Haus eine Meerwasserschwimmhalle errichtet und mit diesem verbunden.
Seit der Wende konnte die Villa trotz wechselnder Eigentümer keiner Verwendung zugeführt werden, Bauschäden durch Leerstand und Vandalismus waren die Folge. Die ebenfalls verfallene Schwimmhalle wurde 2017 abgerissen.
Die Villa Baltic wurde in die Liste der Baudenkmale in Kühlungsborn (Nr. 60) aufgenommen.
Im Sommer 2019 erwarben die Oldenburger Brüder Berend und Jan Aschenbeck (Aschenbeck & Aschenbeck Projektentwicklung GmbH) die Immobilie für zwei Millionen Euro. Mit Unterstützung der Stadt soll die Villa Baltic gerettet werden. Die Stadt Kühlungsborn bezifferte die Kosten der Sanierung auf rund 15 Millionen Euro. Zur Kompensation der Sanierungskosten hatte das Unternehmen die Genehmigung zur Errichtung des Gewerbeprojekts „Baltic Arkaden“ beantragt: Auf dem ehemaligen Schwimmhallengrundstück soll ein Hotel mit 120 Zimmern, Einzelhandel, Restaurant und Veranstaltungssaal entstehen. Gegen die Bebauungspläne hatte sich die Bürgerinitiative „Rettet den Baltic Park“ gegründet und sich gegen den Verkauf und für den Erhalt der öffentliche Parkanlage engagiert. Im April 2021 hatte die Stadtvertreterversammlung Kühlungsborn die Änderung des Bebauungsplans beschlossen, am 16. Dezember 2021 genehmigte die Stadtvertretung mehrheitlich den Verkauf des Grundstücks an die Investoren.
Nordöstlich vor der Villa befindet sich der Findling Kühlungsborn-West.